# Newry Islands National Park
Newry Islands National Park är en park i Australien. Den ligger i delstaten Queensland, omkring 840 kilometer nordväst om delstatshuvudstaden Brisbane.
Runt Newry Islands National Park är det mycket glesbefolkat, med 4 invånare per kvadratkilometer..
Omgivningarna runt Newry Islands National Park är huvudsakligen savann. Genomsnittlig årsnederbörd är 1 479 millimeter. Den regnigaste månaden är februari, med i genomsnitt 387 mm nederbörd, och den torraste är september, med 16 mm nederbörd.